# Gao Yu

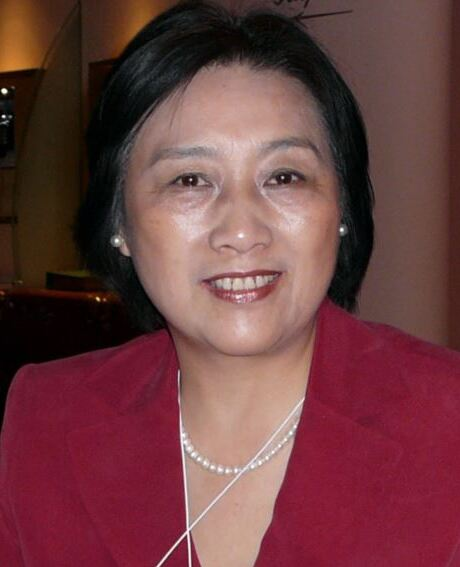
Gao Yu (2007)

Gao Yu (chinesisch 高瑜, Pinyin Gāo Yú; * 1944 in Chongqing, Republik China) ist eine chinesische Journalistin und Regimekritikerin.

## Leben
Gao absolvierte ein Studium an der Renmin-Universität in Peking. 1979 wurde sie Reporterin bei der staatlichen Nachrichtenagentur China News Service, 1988 stellvertretende Chefredakteurin der von dissidenten Intellektuellen herausgegebenen Economics Weekly, außerdem schrieb sie unabhängig für verschiedene Tageszeitungen in der Volksrepublik China und Hongkong. Nachdem sie im November 1988 in dem Hongkonger Magazin Mirror Monthly einen Artikel verfasste, kritisierte der Pekinger Bürgermeister diesen als „politisches Programm für Unruhe und Rebellion“ und bezeichnete Gao als Volksfeindin. Nach dem Tian’anmen-Massaker wurde sie 1989 verhaftet und nach 15 Monaten aus gesundheitlichen Gründen freigelassen. Im Oktober 1993 verhaftete man sie erneut und verurteilte sie im November 1994 wegen Veröffentlichung von Staatsgeheimnissen zu sechs Jahren Haft; im Februar 1999 wurde sie wegen ihres Gesundheitszustandes begnadigt.
Im April 2014 folgte die dritte Verhaftung mit der Begründung, sie habe ein vertrauliches staatliches Dokument in ausländische Hände gegeben. Wie sich später herausstellte, handelte es sich dabei um das sogenannte Dokument Nummer 9. Ein auf Video aufgenommenes Geständnis wurde noch vor Beginn des Prozesses im staatlichen Fernsehen gezeigt. Gao widerrief dieses Geständnis jedoch; die Polizei habe es mit Drohungen gegen ihren Sohn von ihr erpresst. Sie bestritt den Vorwurf und ihre Anwälte gaben an, vor Gericht Belege für ihre Unschuld vorgelegt zu haben.
Im April 2015 wurde Gao unter Anwendung eines neuen Gesetzes zum Schutz von Staatsgeheimnissen zu sieben Jahren Haft verurteilt. Ihr Anwalt kündigte Berufung gegen das Urteil an. Am 26. November 2015 wurde die Haftstrafe von sieben auf fünf Jahre reduziert. Am nächsten Tag wurde sie aus gesundheitlichen Gründen entlassen, allerdings verbunden mit der Auflage, die Reststrafe unter Hausarrest zu verbringen. Die deutsche Regierung hatte sich mehrfach für ihre Freilassung eingesetzt.
Kurz nach einem China-Besuch von Bundespräsident Gauck in 2016, bei dem er lobende Worte für Gao Yu fand, wurde ihre Wohnung verwüstet. Sie wird auch nach dem Ende des Hausarrests kontinuierlich überwacht. 2020 wurde aufgrund von Veröffentlichungen Gao Yus zur Corona-Pandemie ihre Familie bedroht und der Arbeitgeber ihres Sohnes zur Kündigung seiner Stelle angewiesen.

## Auszeichnungen
- 1995: Golden Pen of Freedom Award der World Association of Newspapers
- 1995: Courage in Journalism Award der International Women’s Media Foundation[10][11]
- 1999: Guillermo Cano World Press Freedom Prize der UNESCO (erstmals verliehen)[12]
- 2000: eine der 50 World Press Freedom Heroes of the 20th century des International Press Institute